# لانگویبونو
لاین گیبو (به لاتین: Languibonou) یک منطقهٔ مسکونی در ساحل عاج است که در Botro Department واقع شده‌است. لاین گیبو ۲۲٬۸۶۷ نفر جمعیت دارد.